# Henry of Grosmont, 1. Duke of Lancaster

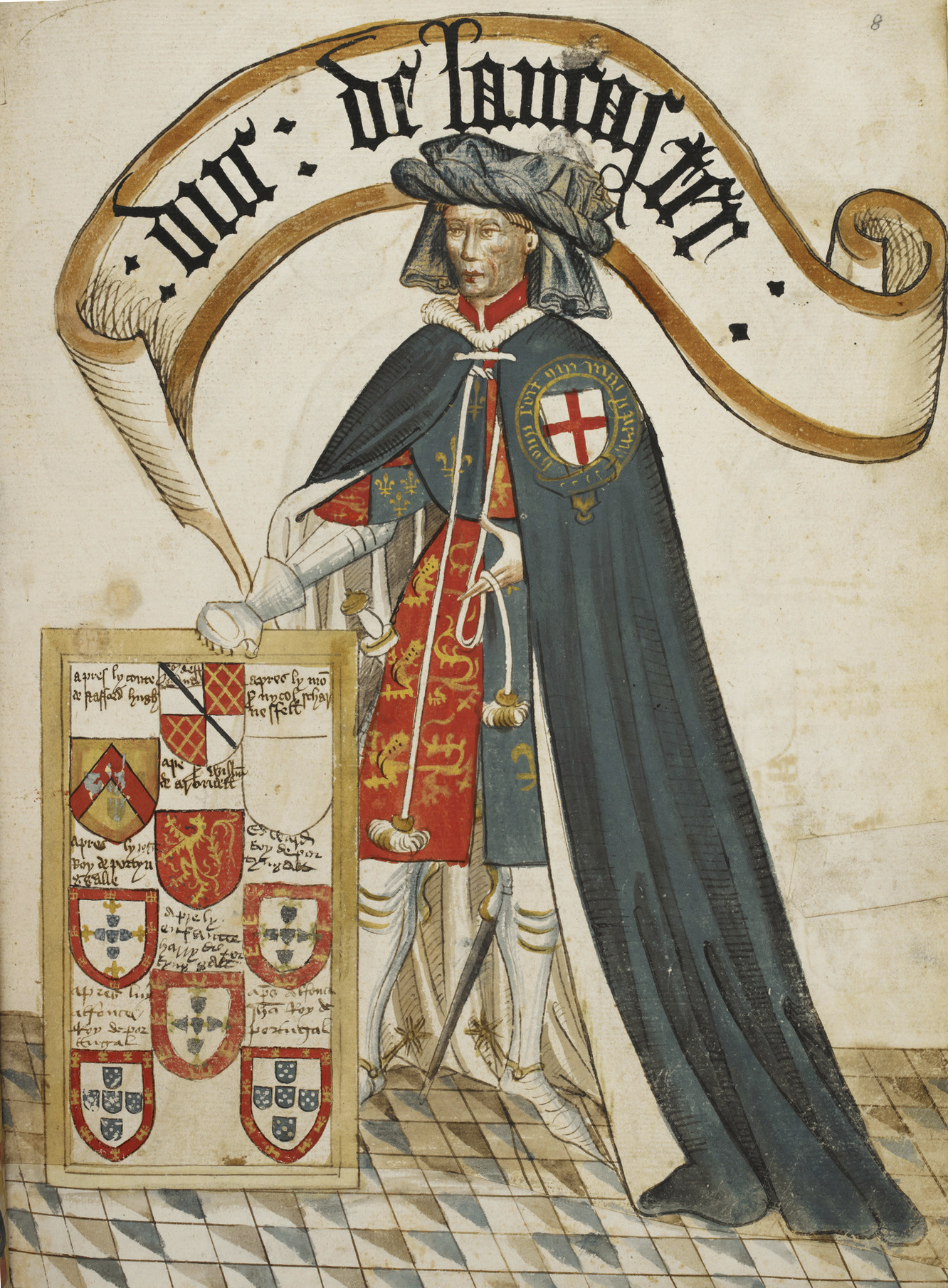
Henry of Grosmont, 1. Duke of Lancaster, im Ornat des Hosenbandordens

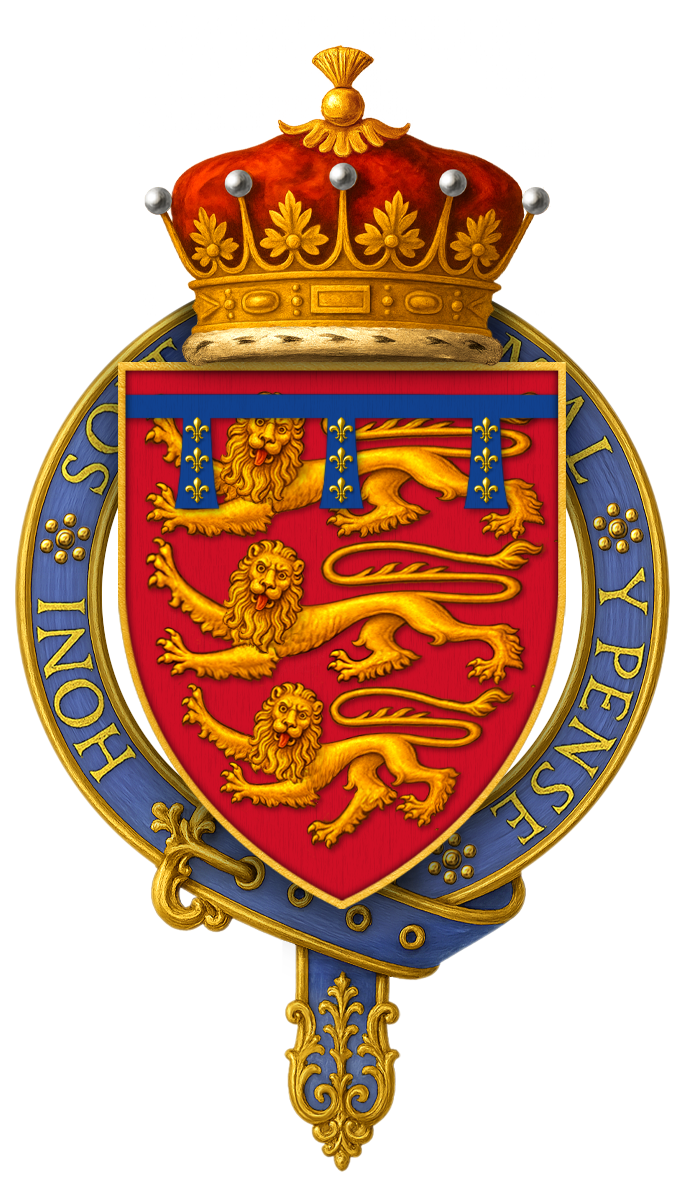
Wappen des Henry of Grosmont, 1. Duke of Lancaster

Henry of Grosmont, 1. Duke of Lancaster KG (* um 1310 in Grosmont Castle; † 23. März 1361) war ein berühmtes Mitglied des englischen Königshauses sowie Diplomat, Politiker und Soldat.

## Leben
Er war der Sohn von Henry Plantagenet, 3. Earl of Lancaster und Maud de Chaworth. In väterlicher Linie war er ein Urenkel König Heinrichs III.
Als Soldat der englischen Armee führte er im Rahmen des Hundertjährigen Krieges zahlreiche Feldzüge in Schottland und Frankreich und erwarb sich die Anerkennung von König Eduards III. Seinen größten Sieg konnte er in der Schlacht von Auberoche 1345 gegen die Franzosen erzielen, nach der er aus Lösegeldern für dort gefangenen genommene französische Adlige 67.000 £ erhalten haben soll. Später gelang es ihm, einen monumentalen (aber nur zeitweiligen) Friedensvertrag mit Frankreich zu arrangieren.
Von seinem Vater erbte er 1345 die Titel 4. Earl of Lancaster, 4. Earl of Leicester sowie das Staatsamt des Lord High Steward. Daneben erhob ihn Eduard III. in Anerkennung seiner Verdienste 1337 zum Earl of Derby und 1349 zum Earl of Lincoln.
Nachdem er an der Belagerung von Calais (1346–1347) teilgenommen hatte, nahm ihn Eduard III. 1348 als Gründungsmitglied in den Hosenbandorden auf. Er kämpfte 1350 in der Seeschlacht von Winchelsea, wurde im März 1351 zum Duke of Lancaster erhoben. Durch eine 1351 bis 1352 unternommene Preußenfahrt zur Unterstützung des Deutschen Ordens gegen die heidnischen Litauer erwarb er zusätzliches Prestige.
Der schottische König David II. war 1346 bei der Schlacht von Neville’s Cross in englische Gefangenschaft geraten und wurde erst 1357 gegen Versprechen eines Lösegeldes freigelassen. Zu den von David II. wegen Zahlungsverzug des Lösegeldes gemachten Zugeständnissen an England gehörte, dass er Henry of Grosmont am 5. April 1359 zum Earl of Moray erhob.
1360 gehörte er zu den Diplomaten, die den Friedensvertrag von Brétigny zwischen Eduard III. und Johann II. von Frankreich aushandelten.

## Familie
Henry heiratete Isabel de Beaumont, mit der er zwei Töchter hatte:
- Maud of Lancaster († 1362), ⚭ (1) Sir Ralph de Stafford, ⚭ (2) Wilhelm I. von Bayern-Straubing.
- Blanche of Lancaster († 1368), ⚭ John of Gaunt, 1. Duke of Lancaster.

## Werke
1354 schrieb er das Livre de Seyntz Medicines. Dies ist ein Werk in Form eines Gebets, in dem Henry seine Sünden anhand von sieben Wunden aufzählt. Es ist für seine außergewöhnliche persönlich gehaltene Schreibweise bekannt.